# BenFra

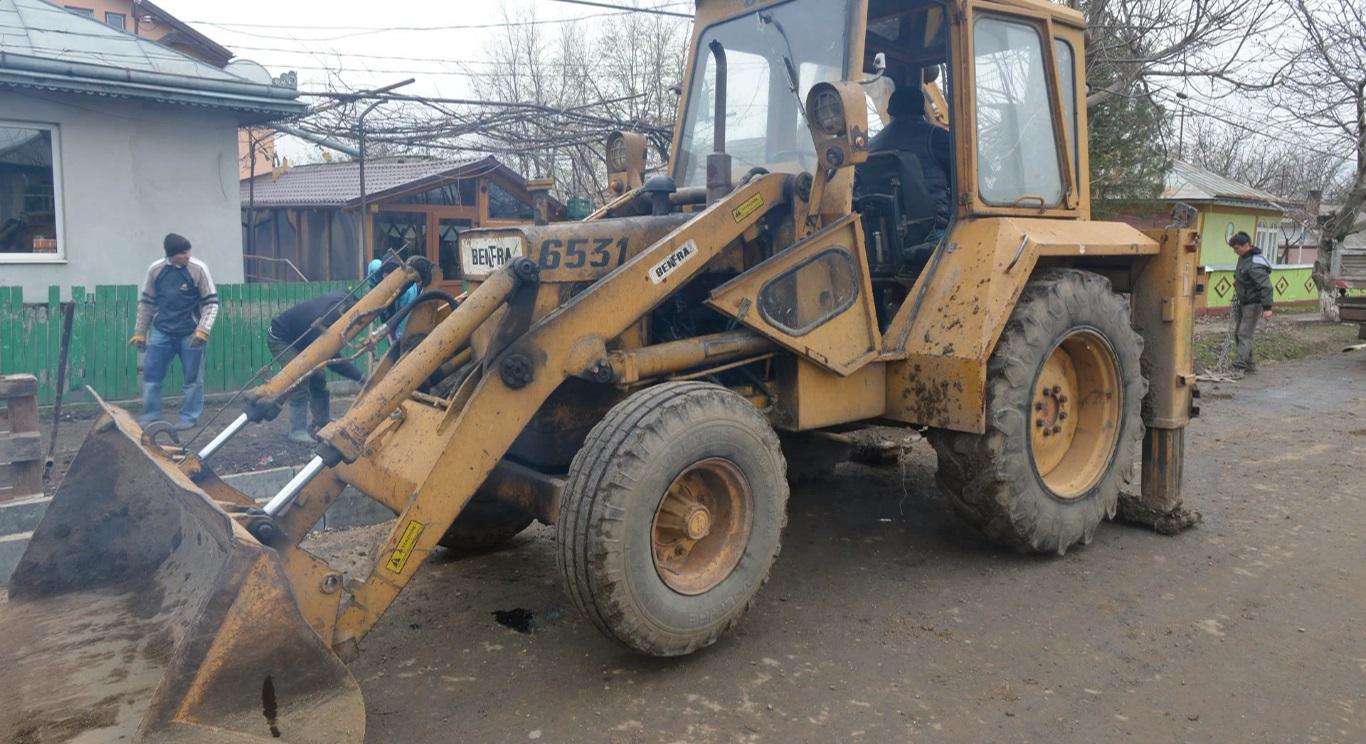
BenFra 6531

BenFra S.p.A. était un constructeur d'engins de construction italien, créé en 1947 par Elio Bendini & Claudio Frascaroli à Bologne. 

## Histoire
En 1947, au lendemain de la seconde guerre mondiale qui avait causé de gros dégâts dans les villes, deux jeunes entrepreneurs de la région de Bologne créent la société Bendini Frascaroli & Co SpA pour concevoir et fabriquer des engins de construction nécessaires à la reconstruction du pays. A ses débuts, la petite entreprise utilise comme base des tracteurs agricoles neufs qu'elle transforme en engins de terrassement. Elle diffuse ses produits sous la marque Bendini mais très vite elle prendra l'appellation BenFra, la contraction des noms des deux fondateurs.
C'est Claudio Frascaroli, ingénieur en mécanique, qui prend la direction du bureau d'études et est à l'origine de nombreux brevets. En 1956, l'entreprise doit se développer et transfère ses ateliers de Bologne à Modène, la patrie de Maserati. Leurs usines sont d'ailleurs très proches. En 1970, Claudio Frascaroli devient majoritaire à 51 % du capital lorsque l'entreprise se transforme en société anonyme avec l'apport d'un troisième associé, Torricelli. Elle occupe alors plus de 300 salariés. La marque est connue et reconnue sur bon nombre de chantiers italiens au point d'être encouragée à exporter ses produits à la demande de grosses entreprises de travaux publics étrangères. 
A part les petits modèles de la gamme utilisant des moteurs Perkins d'une puissance inférieure à 50 Ch DIN, les modèles BenFra n'utilisent que des moteurs Fiat.

## 1994 La fin de la société
Après avoir absorbé les années de crise, la société se trouva fragilisée par plusieurs facteurs extérieurs. Le dépôt de bilan d'un consortium dans la région de Bologne avec une dette importante, le tracé de la ligne à grande vitesse des FS entre Milan et Bologne qui obligeait la société à se déplacer et surtout l'âge avancé des dirigeants qui n'avaient pas de successeurs intéressés par la reprise de la société.
En 1994, face à ces difficultés, la société a été mise en liquidation alors qu'elle occupait encore 120 personnes. Dix ans auparavant, elle avait plus de 800 salariés directs et indirects (chez les sous-traitants).
Une partie des salariés assurant la production des modèles non concurrents seront repris par Fiat MMT pour poursuivre leur fabrication sous le label Fiat.

## BenFra en Argentine
En Argentine, la machine BenFra a été produite sous licence par la société argentine CRyBSA dans la province de Río Negro. CRyBSA a fermé ses portes dans les années 90
Quelques modèles produits: C-160, C-130, C-80 et C-60.